# 박도하
박도하(2002년 11월 30일 ~ )는 대한민국의 배우다.

## 방송
- 무장해제 로맨스 (2022) - 조단 역
- 보이즈 플래닛 (2023) - 46위
- 퍼스트 러브 (2025) - 허태웅 역